# Райнер Малковски
Райнер Малковски (на немски: Rainer Malkowski) е немски поет.

## Биография
Райнер Малковски израства в Берлин и там завършва гимназия през 1961 г. От 1959 до 1971 г. работи в различни вестници – първо в Берлин, а после във Франкфурт на Майн. През 1967 г. става ръководител и съсобственик на тогава най-голямата рекламна агенция в Дюселдорф.
През 1972 г. Малковски изоставя добре платената си професия и се преселва в баварското градче Браненбург на Ин, където започва първите си литературни опити. С изключение на няколко гостувания в Рим, Амстердам и Охайо, живее там до смъртта си през 2003 г.
Още с първата си стихосбирка Райнер Малковски се утвърждава като поет. С лаконичен език създава стихотворения, в които природата играе главна роля и издават голяма близост до направлението „Нова предметност“. За поета е важно преди всичко наблюдението и ясното съзнание на наблюдателя.
Малковски е член на Баварската академия за изящни изкуства в Мюнхен, на Академията за наука и литература в Майнц, както и на Свободната академия в Манхайм.
След 2006 г. Баварската академия за изящни изкуства раздава на всеки две години литературната награда „Райнер Малковски“ в памет на поета, спонсорирана от „Фондация Райнер Малковски“.

## Награди и отличия
- 1977: „Награда Херман Хесе“ (поощрение)
- 1977: Förderpreis der Stadt Karlsruhe
- 1979: „Награда Леонс и Лена“
- 1979: Villa-Massimo-Stipendium
- 1985: Writer in residence am Oberlin College in Ohio
- 1989: Märkisches Stipendium für Literatur
- 1999: „Награда Йозеф Брайтбах“